# هپی گیلمور
هپی گیلمور (انگلیسی: Happy Gilmore) فیلمی در ژانر کمدی به کارگردانی دنیس داگن است که در سال ۱۹۹۶ منتشر شد که توسط رابرت سیموندز تهیه شده‌است. آدام سندلر را به عنوان شخصیت اصلی، یک بازیکن ناموفق هاکی روی یخ بازی می‌کند که استعدادی تازه برای گلف کشف می‌کند. این فیلمنامه توسط Sandler و همکار مکرر او تیم هرلیلی در دومین همکاری بلند مدت خود نوشته شده‌است. این فیلم همچنین اولین همکاری چندگانه بین سندلر و دوگان است. این فیلم در تاریخ ۱۶ فوریه ۱۹۹۶ توسط Universal Pictures در سینماها اکران شد. هپی گیلمور یک موفقیت تجاری بود و در بودجه ۱۲ میلیون دلاری ۴۱٫۲ میلیون دلار درآمد کسب کرد. این فیلم برای «بهترین مبارزه» برای آدام سندلر در مقابل باب بارکر جایزه فیلم MTV را بدست آورد.

## بازیگران
- آدام سندلر
- جولی بوون
- کریستوفر مک‌دونالد
- کارل ویترز
- آلن کاورت
- فرانسیس بای
- بن استیلر
- ریچارد کیل
- باب بارکر
- رابرت اسمایگل
- دنیس داگن
- کوین نیلن
- ویل ساسو
- الی هاروی